# Nathalis
Genre
Le genre Nathalis regroupe des lépidoptères (papillons) de la famille des Pieridae, de la sous-famille des Coliadinae.

## Dénomination
Le nom de Nathalis a été donné par Jean-Baptiste Alphonse Dechauffour de Boisduval en 1836.

## Caractéristiques communes
Ils résident en Amérique.

## Liste des espèces
- Nathalis iole Boisduval, [1836] ; présent en Amérique du Nord, à Cuba et à la Jamaïque.
- Nathalis plauta Doubleday, 1847 ; présent au Venezuela et en Colombie.